# Argininemia
Argininemia, arginunuria – rzadka wada wrodzona przejawiająca się brakiem w organizmie arginazy (enzymu przekształcającego argininę do ornityny i mocznika). Wywołuje ona zaburzenia metaboliczne, skutkujące opóźnieniem rozwoju, napadami drgawek oraz zwiększonym napięciem mięśniowym. Leczenie polega na ograniczaniu białek w pożywieniu (szczególnie tych zawierających argininę). Czasami pomocny bywa także benzoesan sodu.